# レミンスター (マサチューセッツ州)
レミンスター（英: Leominster、[ˈlɛmənstər] LEM-ən-stər）は、アメリカ合衆国マサチューセッツ州のウースター郡にある都市。人口は4万3782人（2020年）で、郡内第2位である。レミンスターはウースターの北方、ボストンの西方に位置している。マサチューセッツ州道2号線と同12号線が市内を通っている。州間高速道路190号線、マサチューセッツ州道13号線、同117号縁は全て、市内に始点または終点がある。市の北はフィッチバーグとルネンバーグ町、東はランカスター町、南にはスターリング町とプリンストン町、西はウェストミンスター町に接している。

## 歴史
レミンスターとなった地域には当初、ナシュア川沿いにペナクック族あるいはニプマック族インディアンの様々な集団が住んでいた。川がトウモロコシ、豆類、カボチャ、タバコを栽培するために肥沃な土壌を提供してくれていた。
ヨーロッパ人開拓者が17世紀半ばに到着し始め、1653年にはレミンスターの地域がランカスター町の一部として最初に設立された。
ヨーロッパ人開拓者とインディアンは長年友好的に住んでいたが、1675年にフィリップ王戦争が始まった。インディアンと初期開拓者の間の激しい戦争によって数多い者が殺され、この地域から住人が居なくなった。戦後、ランカスター町は事実上無人になっていたが、1701年に新しく土地の払下げが行われた。開拓者達はインディアンとの紛争をそれ以上避けるためにナシャウェイ族のショラン酋長と土地について話し合った。マサチューセッツ州中央部で合法的に買収された土地は一握りのものに過ぎなかった。

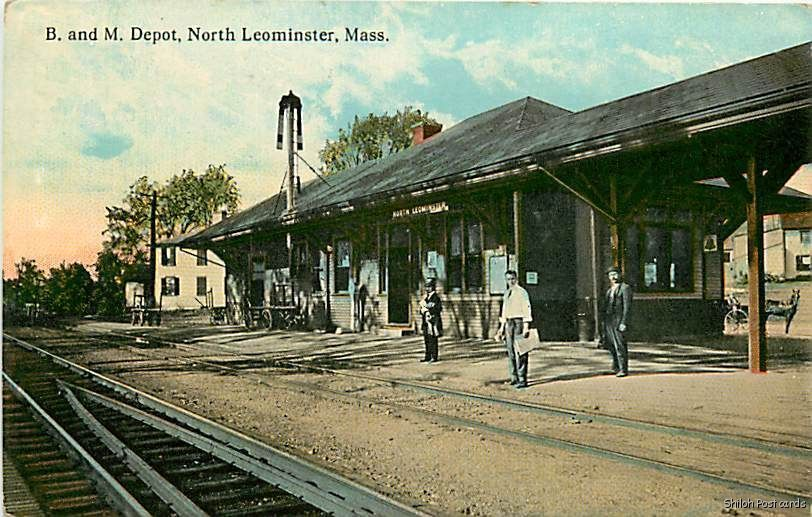
ノースレミンスター駅、1915年

1737年までに、レミンスター地域は人口が増えて、町として法人化されるまでになった。1740年7月4日、レミンスター町が公式に法人化された。
南北戦争の頃、レミンスターは地下鉄道 (秘密結社)の主要な活動拠点だった。エモリー・スターン校舎やジョン・ドレイクの家は反奴隷制度運動の拠点となり、逃亡奴隷を匿った。
レミンスターの初期に、町は小さな農業町だったが、19世紀の初めにかけて、経済は工業の方に急速に転換された。1800年頃に、第5マサチューセッツ・ターンパイクの開通し、1808年にはユニオン・ターンパイクとケンブリッジ・アンド・コンコード・ターンパイクが接続されると共に、町は地域交通の中心となった。しかし、レミンスターの工業は、ノースレミンスターを通りボストンに向かうフィッチバーグ鉄道と、町の中心を通るフィッチバーグ・アンド・ウースター鉄道の開通で、本当の工業化が可能になった。1850年代までに製紙業、ピアノ工製造業、櫛の製造業がモヌースノック・ブルックとナシュア川沿いに工場を造った。レミンスター初期の開拓者はおもにイギリス人の子孫だったが、間もなく多くの移民が集まって来て拡大する工場で働くようになった。最初に多かった移民はアイルランドからの者達であり、続いて20世紀初期に掛けてフランスやイタリアからの移民が入って来た。これら新しい移民の波によって、1840年の人口2,069人から1920年には19,744人と80年間で10倍近くになった。1915年、レミンスターは公式に市として法人化された。

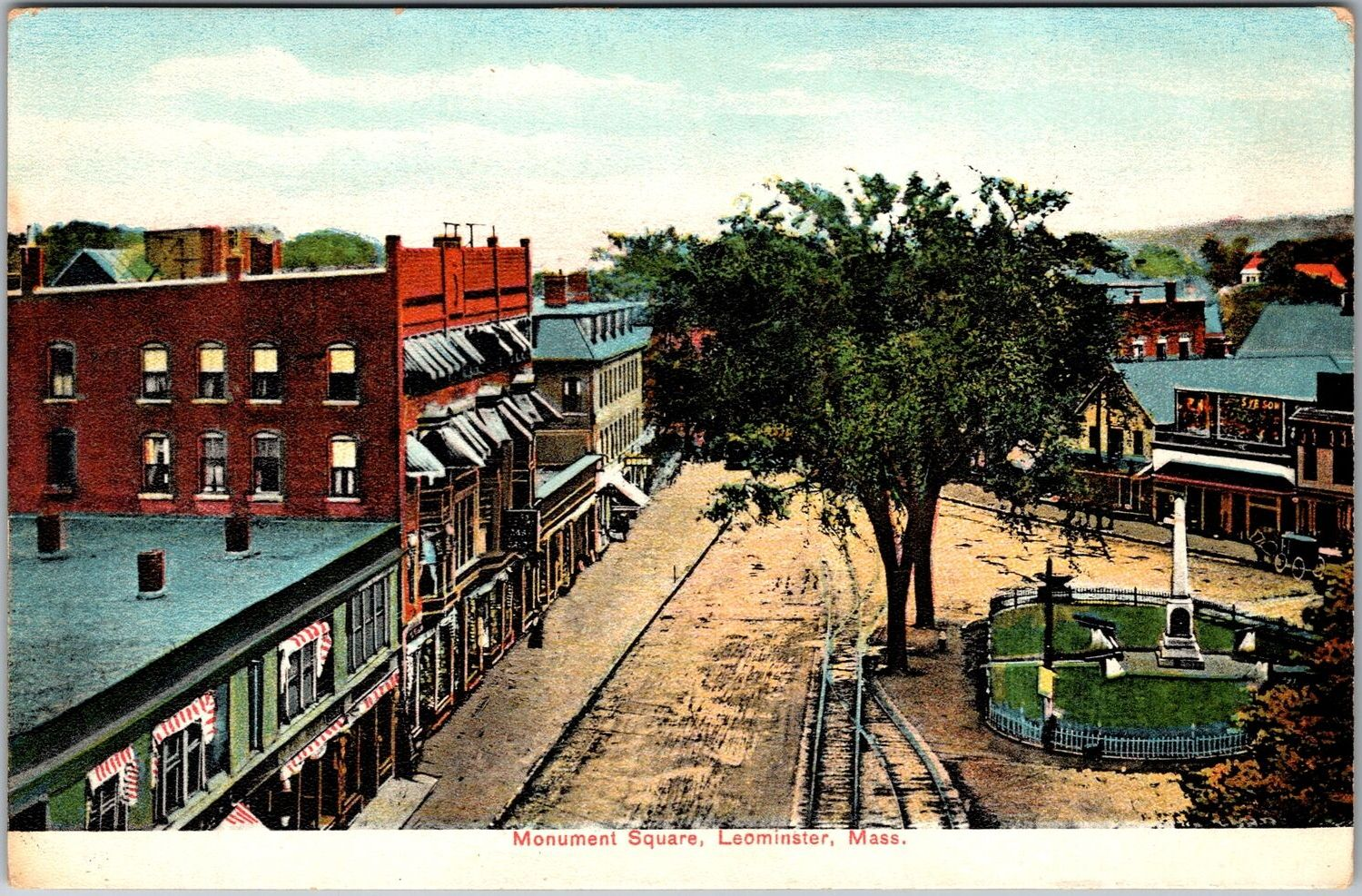
記念碑広場、1907年

レミンスターで多くの異なる産業が確立される中で、特に繁盛したのが櫛の製造業だった。1853年までに町中にあった24の櫛工場で146人の労働者が働いていた。しかし、1800年代半ばまでに、櫛を造るための動物の角や蹄など天然素材が急速に減少し、代替材料が必要になった。その答えは1868年に発明されたセルロイドと呼ばれる新材料だった。この新しいプラスチックは櫛製造業を変革させ、レミンスターには「櫛の都市」というニックネームがついた。セルロイドの有用性は、櫛以外にも様々な商品を製造する機会も与えた。

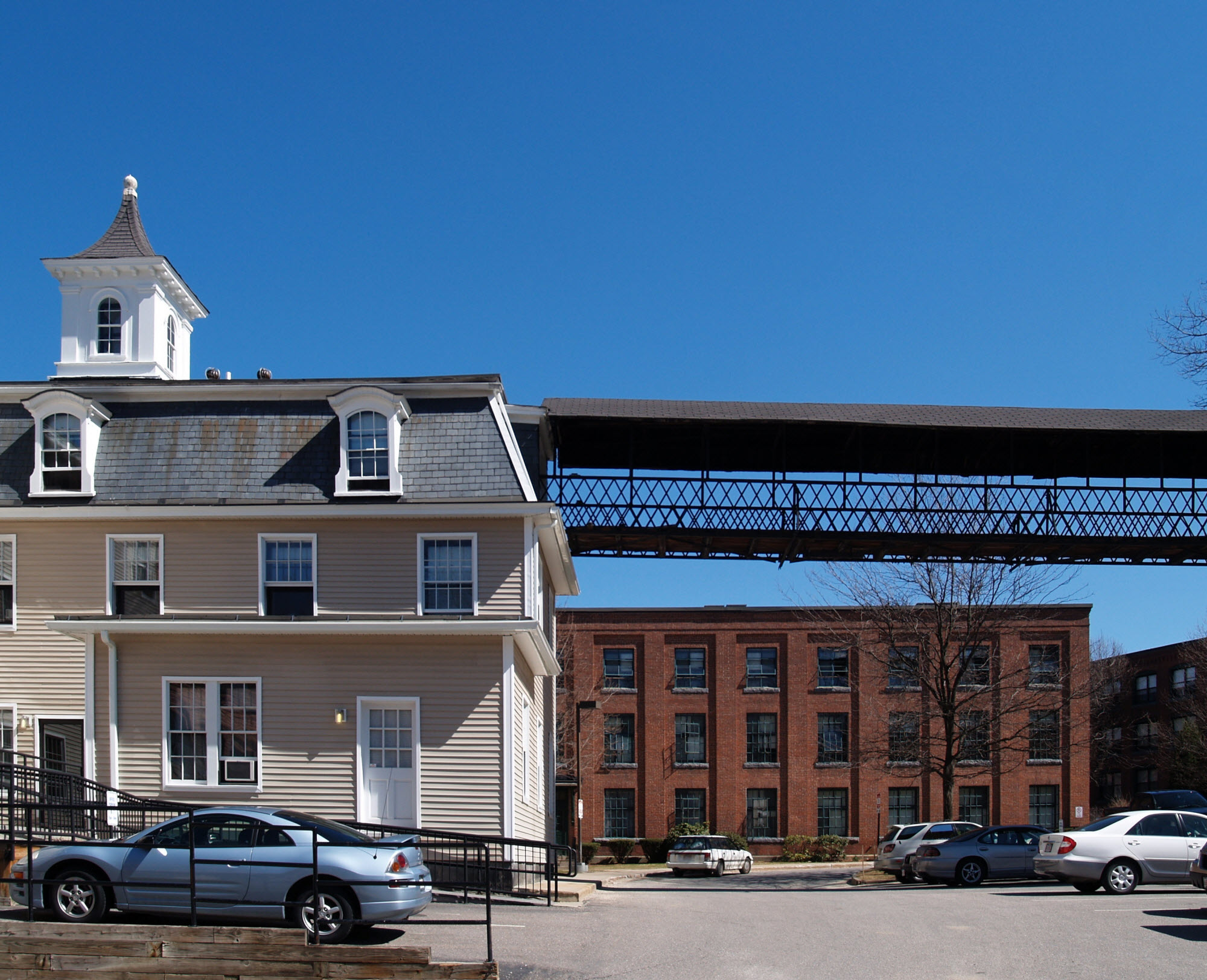
元ホイットニー馬車会社の複合施設

レミンスターにおけるプラスチック製造を革新させた第2の発明は、現在もある射出成形技術の開発だった。ドイツからの移民であるレミンスター住人のサミュエル・フォスターが、1920年代初期にドイツで発明された射出成形機械について学んだ。フォスターは間もなくレミンスターにある自分のフォスター・グラント製造工場で類似した機械を作るよう要請した。この新しい技術は市内および国内のプラスチック産業に大きな恩恵をもたらすことになった。市内最大のプラスチック製造者は、1901年にバーナード・ウェンデル・ドイルが設立したヴィスコリオド社だった。1913年、ヴィスコリオド社はパイロロキシレン・プラスチックから玩具の製造を始め、1923年までに市内最大の雇用主になっていた。ヴィスコリオド社は1925年にデュポン社に買収され、デュポン・ヴィスコリオド社と改名された。それから間もなく、レミンスターはプラスチック産業の歴史に果たした重要な役割故に、「プラスチックのパイオニア都市」と呼ばれるようになった。市内には、スタンダード・トゥール社、セリグ製造社、C・E・バックル社、ホイットニー馬車会社など大規模な製造会社があった。特にホイットニーは世界でも最大の乳母車製造社であることがあった。
1956年、芝生に置く飾り物のプラスチック製ピンクのフラミンゴが、レミンスターのユニオン・プロダクツで制作された。この有名な装飾品はドン・フェザーストーンがデザインし、ナショナル・ジオグラフィックに載ったフラミンゴの写真をモデルにしていた。
世界恐慌のためにレミンスターのプラスチック産業の伸びは鈍化したが、20世紀の後半になるとプラスチック産業全体の衰退に繋がっていった。製造業の全国的な衰退に従い、国内あるいは海外の安価に製造できる拠点に工場が移って行った。レミンスターの風景は変わったが、人口は21世紀に入っても増加を続けており、2000年にはツインシティであるフィッチバーグを抜いて、ウースター郡で第2位の都市になった。20世紀の後半にはラテン系民族の社会も大きく成長した。
近年、マサチューセッツ州道2号線と州間高速道路190号線の建設で、レミンスターは商業と郊外の色彩が強い都市に変わって来た。ツインシティ・プラザ、モール・アット・ホイットニー・フィールドなどショッピングセンターが建設され、市を商業の中心として成長させ、マサチューセッツ州中央部の小売業で最大級の集積地となった。安価な土地もウースターやボストンに通勤する者の住宅地として魅力あるものにした。それでもレミンスターは、その製造業の遺産を幾らか残しており、多くのプラスチック製造業が市内に施設を保有している。

## 地理

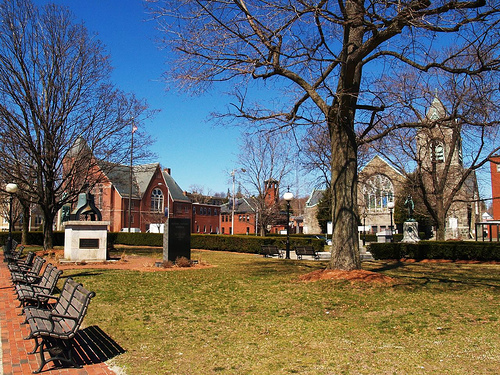
レミンスター中心街の記念碑広場、伝統的ニューイングランドのコモン

アメリカ合衆国国勢調査局に拠れば、市域全面積は29.8平方マイル (77 km2)であり、このうち陸地28.9平方マイル (75 km2)、水域は0.9平方マイル (2.3 km2)で水域率は2.96%である。
レミンスターは主にナシュア川の上の台地の上にある。川は市内東部を流れ、北部を横切った後に蛇行してフィッチバーグに向かう。市内北部と西部は丘が散在し岩がちな地形である。もっとも目立つ岡は南北のモヌースノックヒルであり、市内西部にある。南モヌースノックヒルが標高1,020フィート (311 m) で市内の最高地点である。19世紀、南の丘は家の基礎に使われる花崗岩を切り出された。この2つの丘の西には貯水池とレミンスター州有林がある。その東にはモヌースノック・ブルックが町の中心に向かって蛇行しており、工業の初期には貴重な動力源になった。

### ビレッジ
市内にはフレンチヒルなど幾つかの小さな「ビレッジ」に分けられる。フレンチヒルは、1番通りから1番通りまで三階建てアパートが並ぶ計画街区のある大きな丘陵である。ここに大勢のフランスからの移民が入ったことでフレンチヒルと呼ばれている。20世紀初期、イタリアからの移民が入り、半分閉ざされた社会を形成し、それが長く続いたのがリンカーン・テラスである。フランス系移民は新しい教会を建設し、それに近く移転した。その他の地域として、ホースホロー、ノースレミンスター、ライスヒル、ザ・フラッツ、ザ・ボワリー、ウェストサイド、カーバーンがある。カーバーンは市内のフィッチバーグとの境界に沿って在り、フィッチバーグ・アンド・レミンスター鉄道のトロリーカーがこの地域で保管、保守されたことでその名がある。現在はバスを運行している。ジョニー・アップルシードの生誕地を示す花崗岩の標識が、ジョニー・アップルシード・レーン沿いに見られる。

## 人口動態
以下は2000年国勢調査による人口統計データである。
| 基礎データ - 人口: 41,303 人 - 世帯数: 16,491 世帯 - 家族数: 10,900 家族 - 人口密度: 552.2人/km2（1,430.3 人/mi2） - 住居数: 16,976 軒 - 住居密度: 227.0軒/km2（587.9 軒/mi2） 人種別人口構成 - 白人: 81.50% - アフリカン・アメリカン: 3.70% - ネイティブ・アメリカン: 0.15% - アジア人: 2.44% - 太平洋諸島系: 0.06% - その他の人種: 4.32% - 混血: 2.21% - ヒスパニック・ラテン系: 11.00% - プエルトリコ系: 7.9% - ウルグアイ系: 2.0% - ドミニカ系: 1.1% - メキシコ系: 0.7% - グアテマラ系: 0.3% - コロンビア系: 0.3% | 年齢別人口構成 - 18歳未満: 25.5% - 18-24歳: 7.2% - 25-44歳: 32.4% - 45-64歳: 21.3% - 65歳以上: 13.6% - 年齢の中央値: 36歳 - 性比（女性100人あたり男性の人口） - 総人口: 92.6 - 18歳以上: 88.1 世帯と家族（対世帯数） - 18歳未満の子供がいる: 32.9% - 結婚・同居している夫婦: 49.5% - 未婚・離婚・死別女性が世帯主: 12.5% - 非家族世帯: 33.9% - 単身世帯: 27.9% - 65歳以上の老人1人暮らし: 10.7% - 平均構成人数 - 世帯: 2.48人 - 家族: 3.05人 収入と家計 - 収入の中央値 - 世帯: 44,893米ドル - 家族: 54,660米ドル - 性別 - 男性: 41,013米ドル - 女性: 30,201米ドル - 人口1人あたり収入: 21,769米ドル - 貧困線以下 - 対人口: 9.5% - 対家族数: 7.2% - 18歳未満: 12.0% - 65歳以上: 9.4% |

## 経済
2000年時点で、市内の雇用形態別構成を見ると、管理・専門職分野が市内労働力の32%以上を雇用して最大である。続いて営業と事務職が26.8%、教育・医療・社会サービスが20.2%となっている。製造業が市内従業員の25.5%を占めている。労働者の84.3%が一人で通勤し、9.1%が乗合を使っている。1.7%は公共交通機関を使い、1.7%は徒歩で通勤している。平均的な通勤時間は片道25分である。

## 文化
レミンスターは、様々な劇団、芸能集団、展示と娯楽行事など長い文化の歴史がある。1910年にイタリア移民が設立したレミンスター・コロニアル・バンドは、1930年代から夏の無料コンサートを開催している。毎年のクリスマス・コンサートは1990年に始まり、市の人気ある伝統になった。1973年から、セイヤー・シンフォニー・オーケストラがマサチューセッツ州中央部で活動している。オーケストラのプロ団員、町のボランティア、学生の音楽家で構成され、人気が出たので、2000年にはフィッチバーグのモンタチューセット地域職業訓練校にあるストラオス・デュカカス芸能センターに拠点を移した。このオーケストラのコンサートは、毎年売り切れている。1996年からマサチューセッツ州中央レパートリー劇団が、レミンスターのコングリゲーション・アグダット・アチム・シナゴーグで公演している。レミンスター芸術協会は州道13号線沿いにあるその拠点から市内の芸術を促進している。毎春、この協会が中心街のセントレオ教会で3日間の展示会を開催している。この展示会でマサチューセッツ州中央部の高校生1人が、その芸術教育を継続するために500ドルの奨学金を授与される。
毎年6月、ドイル・フィールドでスターバースト祭が開催されている。この祭りではライブのエンタテインメント、屋台、音楽演奏、スターバースト・オーケストラによるバンド・コンサート、花火が行われ、毎年8,000人以上の観衆を集めている。レミンスター「今年の市民」賞もこの祭りの間に1人の男性と1人の女性に授与される。
9月、秋の季節と市の英雄であるジョニー・アップルシードを祝って、ジョニー・アップルシード祭が開催されている。1994年から記念碑広場で開催され、工芸品、ブース、エンタテインメント、パレードが出る。地元のブースが100店以上や、地元レストランや多文化集団によるフードコートもある。2008年までは市内に全国プラスチック・センターと博物館があったが、閉鎖された。

### レクリエーション
レミンスター市レクリエーション部は多くの公園や遊技場など103エーカー (412,000 m²) の土地を維持している。著名な公園には、記念碑広場、アーサー・A・フルニエ・シニア記念公園、イブリン・ハチー公園、ジャスティン・ドスサンティス・フィールド、バチャンド・フィールド、バーレット公園がある。バーレット公園は市の主要運動施設であり、テニスコート8面、サッカー場とトラック1面、野球場、遊技場、フットボールとサッカーに使えるスタジアム、クラブハウスがある。1931年に開場されたドイル・フィールドは観客席が6,200あり、臨時観覧席を入れると1万人近くを収容できる。2005年、この競技場は大掛かりな改修工事に入り、完成は2020年の見込みである。このプロジェクトは3段階に分けられており、第1と第2の段階は2012年でほとんど完成した。2012年までに500万ドルが使われた。改修には観覧席の付け替え、新し芝の植え替え、新しいロッカールーム、売店、記者席、エンタテインメント、・パビリオン、切符売り場、があり、客席数は4,572席から6,912席になった。

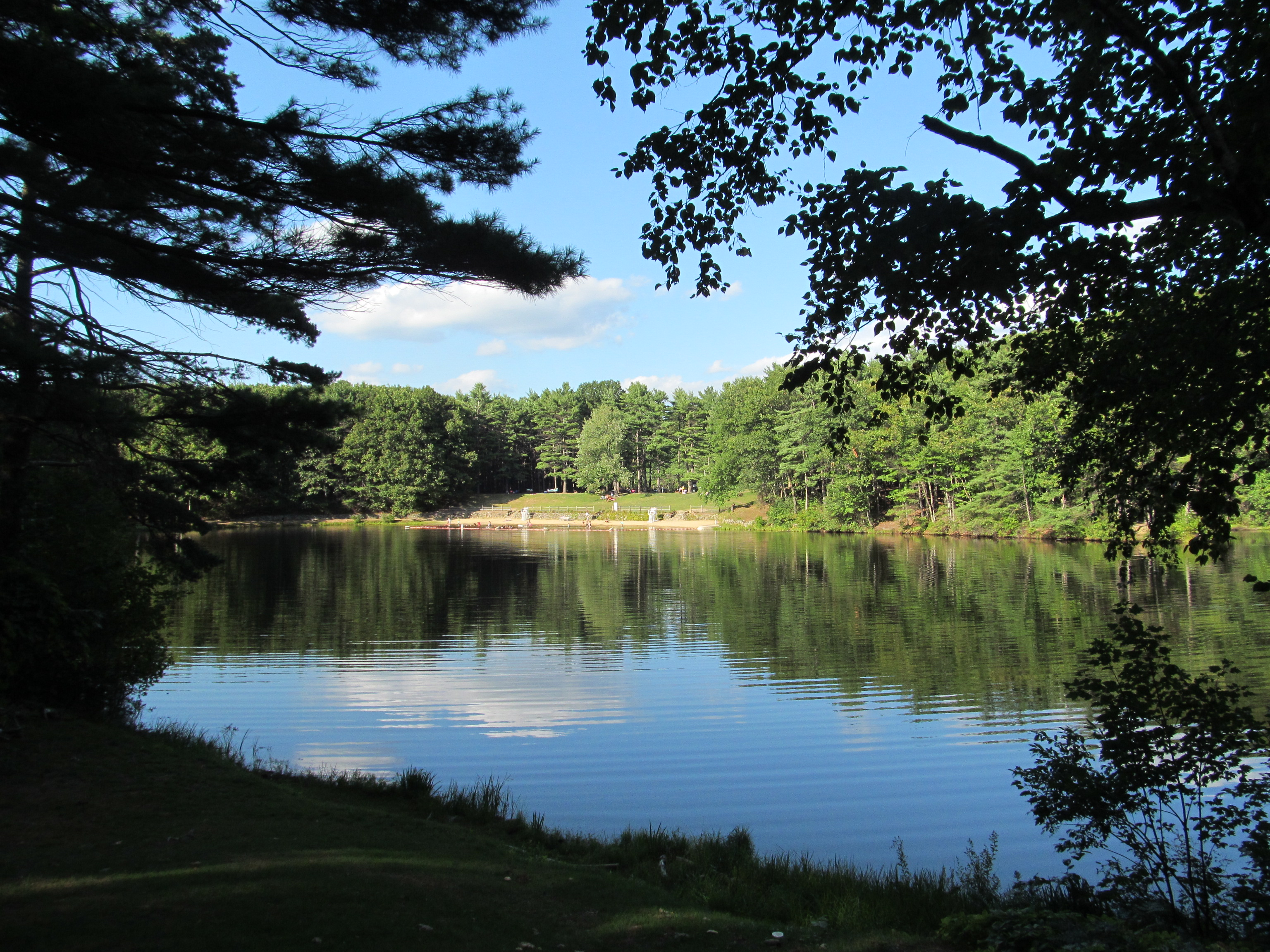
レミンスター州有林のクロウヒル池

ドイル・コミュニティパーク・アンド・センターは、保存信託が管理する167エーカー (668,000 m²) の解放空間保護地である。この保護地にはマサチューセッツ州中央部信託の本部、会議室、を収容し、イベント会場として機能するドイル保護地センターがある。
市内には面積4,300エーカー (17.2 km²) のレミンスター州有林もあり、人気あるハイキング地になっている。この州有林内にクロウヒル池とパラダイス池があり、どちらも夏のピクニックや水泳の入り口になっている。冬にはクロスカントリースキー、スノーシュー、スノーモービルに解放されている。
地元ゴルフコースにはモヌースノック・カントリークラブ（9ホール）やグランドビュー・カントリークラブ（9ホール）がある。その他、レッドテイル・ゴルフコース（18ホール）やオークヒル・カントリークラブ（18ホール）もある。

### スポーツ
レミンスター高校はスポーツで長く優秀な伝統があり、その成功は市の大きな焦点になっている。レミンスター高校ブルーデビルズ・フットボールは、州のスーパーボウルのタイトルを11回獲得したことを含め、州内の高校フットボールでは最大級に成功したチームである。そのライバルがフィッチバーグ高校のレッドレイダーズである。この2つのチームは1894年から毎年感謝祭の日に対抗試合を行ってきており、州内の高校対抗試合ではニーダムとウェルズリーのものに次いで第2位の歴史がある。
レミンスター高校ブルーデビルズから出た選手やコーチには、ルー・リトル、ロニー・カヒル、フランク・ノバクなどがいる。
市内はフューチャーズ大学間野球リーグのワチュセット・ダートドワグスが本拠にしている。このチームは2012年のリーグ拡大に参加した3チームの1つである。ダートドワグスは新しく改修されたドイル野球場で試合を行っている。

## 市政府

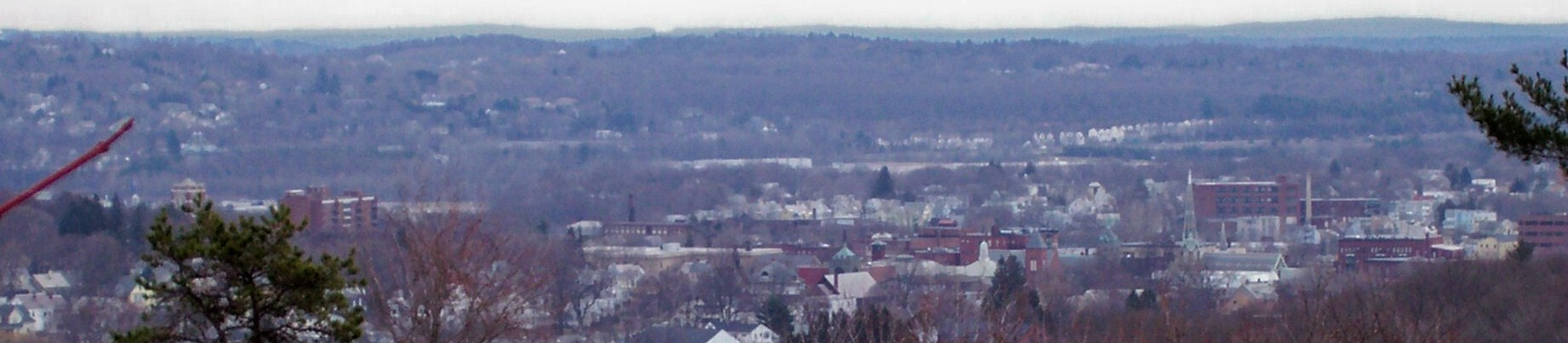
レミンスター中心街

レミンスター市は市長・市政委員会方式の政府形態を採用しており、市長のみが執行権を持っている。市長は全市を選挙区に選ばれ、他に市政委員会の4人の委員も選ばれる。市内は5つの選挙区もあり、各区から1人の委員が選ばれ、合計9人の市政委員がいる。市長には政府部門の長と委員会の委員を指名する権利があり、これらを市政委員会が承認する。現市長はディーン・J・マッツァレラである。マッツァレラは1994年1月3日に就任し、連続11期市長を続けている。レミンスター市の歴史でも最長の市長である。

## 教育
市内の公共教育はレミンスター公共教育学区によって運営されている。市内に地区小学校4校があり、幼稚園から5年生を教えている。中学校は2校あり、6年生から8年生を教えている。高校はレミンスター高校1校で、9年生から12年生を教えている。高校には学術過程と、技術教育センターと呼ばれる職業課程がある。この学区では3つの就学前プログラムも行っている。

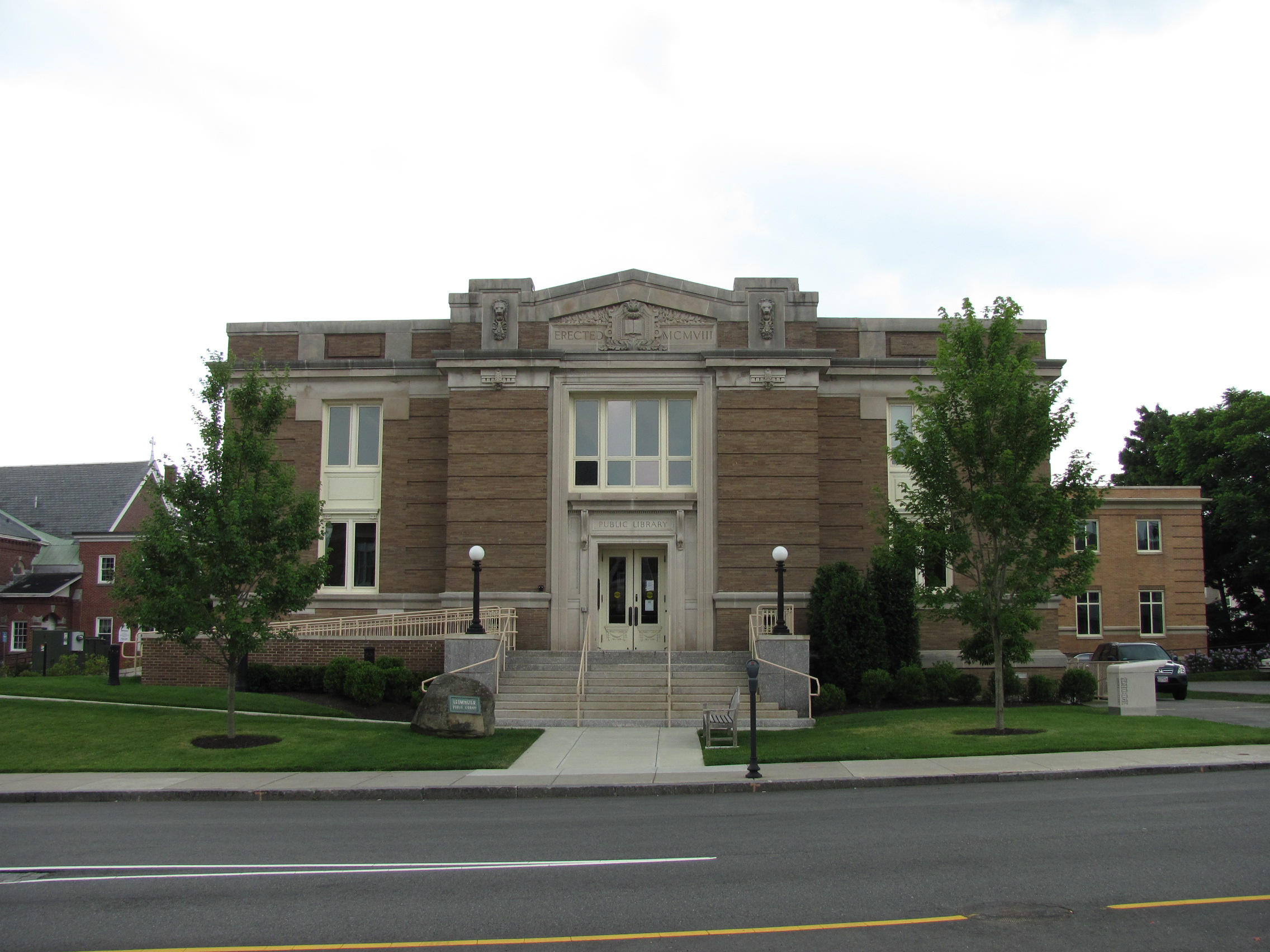
レミンスター公共図書館、2010年撮影

市内にはセントレオ・カトリック学校とセントアンナ・カトリック学校という私立学校2校がある。セントレオ・カトリック学校はレミンスターのセントレオ教区に、セントアンナ・カトリック学校はセントアンナ教区に属している。どちらもウースター教区に属している。
高等教育機関としては、マウントワチュセット・コミュニティカレッジのレミンスター・キャンパスと、隣接するフィッチバーグ市のフィッチバーグ州立大学がある。
レミンスター公共図書館が市内の主要公共図書館である。1856年に設立され、1910年に恒久的な建物が開設されるまで、何度も場所を変えた。新しい建物の資金を確保するため、図書館信託が慈善事業家のアンドリュー・カーネギーに援助を要請した。カーネギーは27,500ドルを寄付し、市が毎年図書館の維持のために必要な予算として10%を割り振れさえすればいいと言った。2008会計年度で、市の予算の1.39%、1,183,076ドルを公共図書館に宛てており、市民一人当たりでは28ドルほどである。

## メディア

### 新聞
フィッチバーグを本拠にする日刊紙「センティネル・アンド・エンタープライズ」が、レミンスターで主要な印刷物メディアである。1973年に「フィッチバーグ・センティネル」と「レミンスター・エンタープライズ」の合併で現在の形になった。「レミンスター・エンタープライズ」は1873年の創刊だった。この新聞はレミンスター市内に衛星支局を維持している。ウースター郡では、ウースター市で発行される「ウースター・テレグラム・アンド・ガゼット」も購読できる。地元では「レミンスター・チャンピオン」が週刊のコミュニティ紙となっている。レミンスター都市圏では「シーン・マガジン」が月刊の娯楽雑誌である。

### テレビ
レミンスター・アクセス・テレビジョンが、レミンスター市にあるテレビ局であり、地元向けのプログラムを放送している。毎年感謝祭のフットボール試合も中継している。

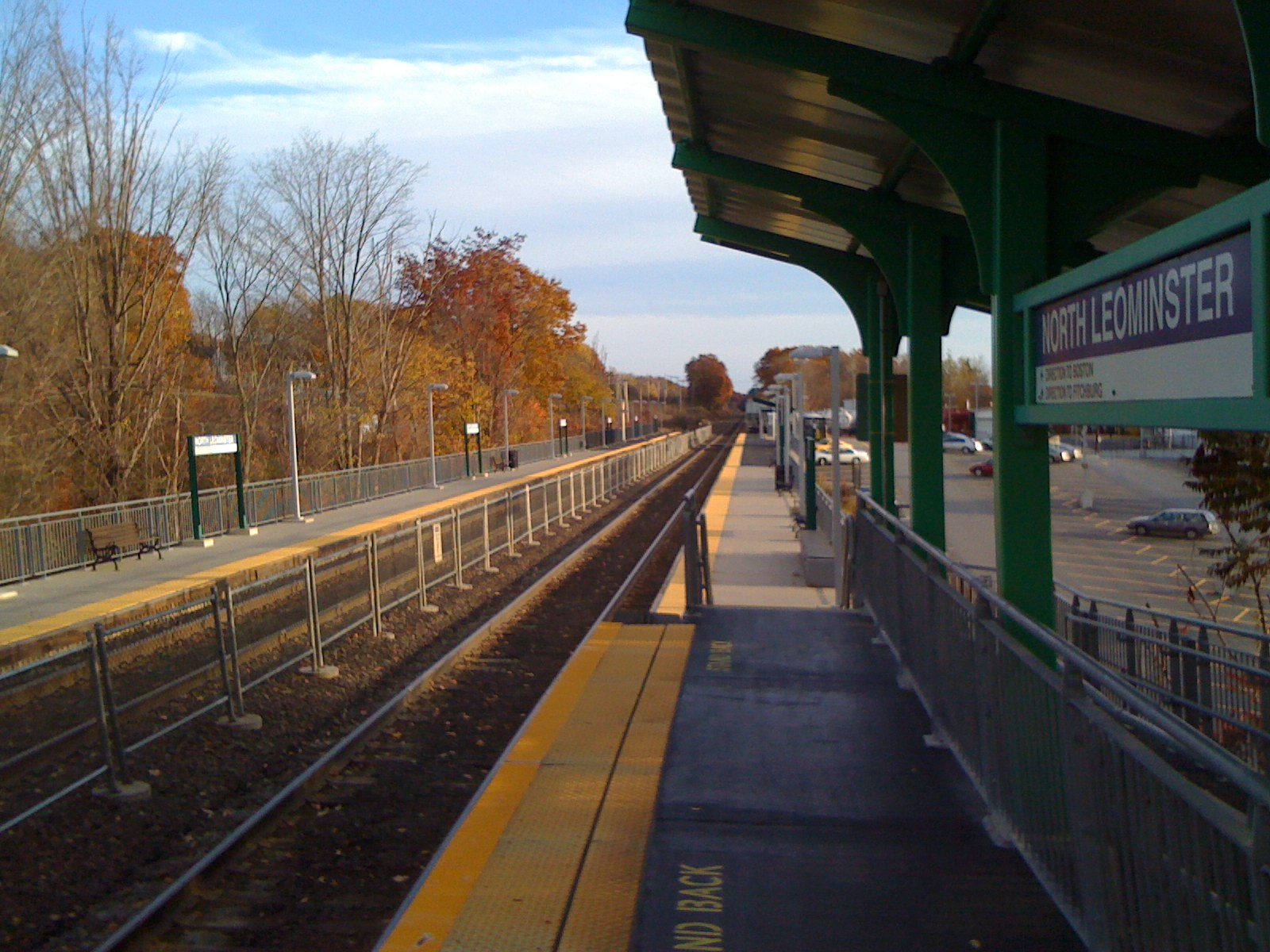
ノースレミンスターにあるマサチューセッツ湾交通局線の駅

## 交通
ボストンのノース駅からマサチューセッツ湾交通局が通勤鉄道のフィッチバーグ線を運行しており、ノースレミンスターに停車駅がある。モンタチューセット地域交通局が担当する広範なバス交通もある。レミンスター、フィッチバーグ、ガードナーの各市内で運行されている。隣接するフィッチバーグ市内のフィッチバーグ市民空港が地域のハブ空港になっている。

## 著名な出身者

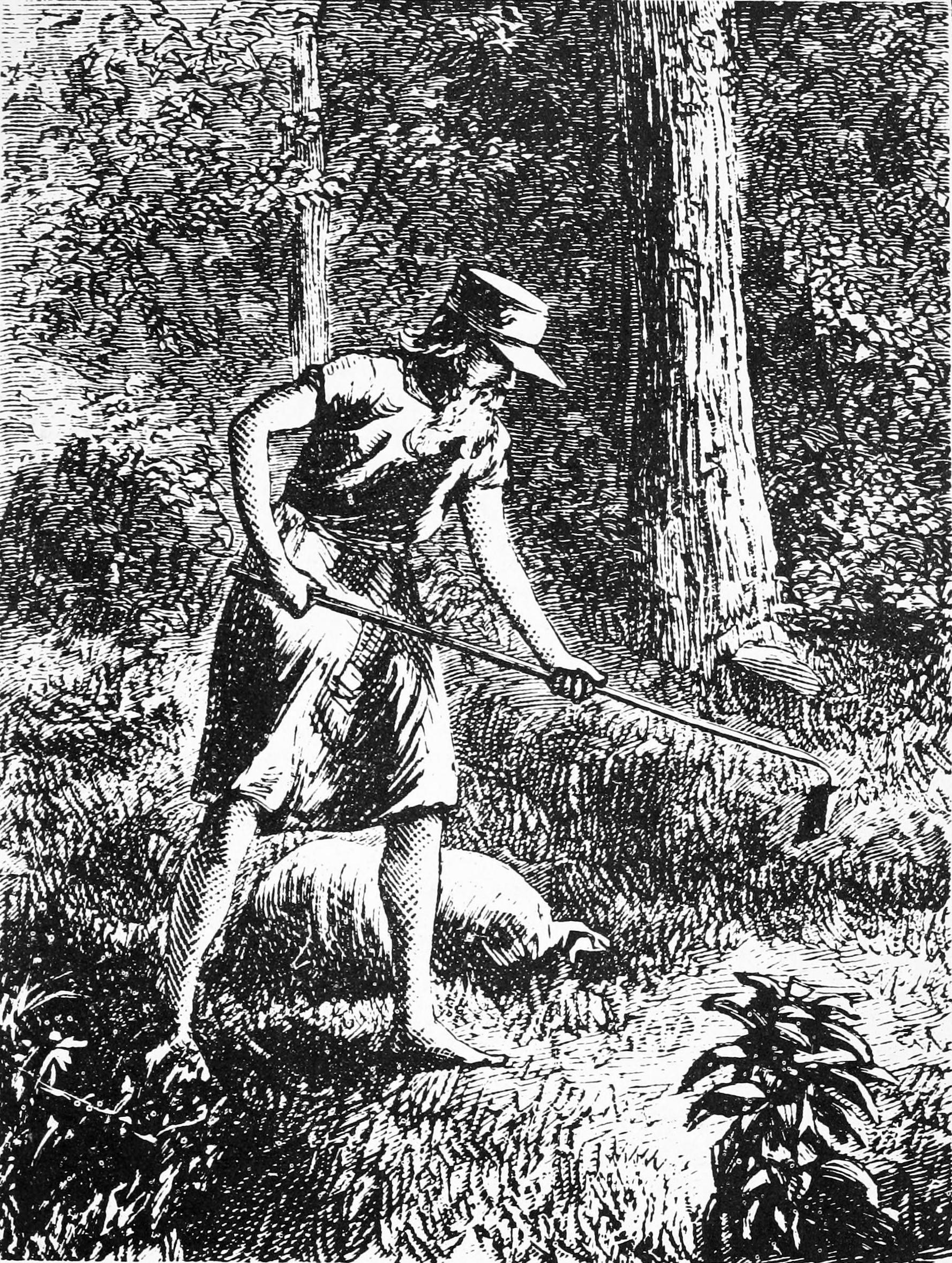
ジョニー・アップルシード、ハーパーズ・マガジン、1871年

- ジョン・チャップマン、通称ジョニー・アップルシード、開拓期アメリカの養樹園主
- ロバート・コーミア作家、代表作は『I Am the Cheese』と『チョコレート戦争』[38]
- ポール・デジオバンニ、ロックバンドボーイズ・ライク・ガールズのギタリスト
- ポール・フスコ、国際的に知られるフォトジャーナリスト
- ジェームズ・ナクトウェイ、戦場カメラマン、ロバート・キャパ賞を5度受賞